# Betty Missiego
Teresa Beatriz Missiego Campos (Lima; 16 de enero de 1938), conocida popularmente como Betty Missiego, es una cantante peruano-española.

## Trayectoria profesional
En su país natal empieza su carrera artística como bailarina, pero la tuvo que abandonar por una lesión. Siguió en el mundo artístico, más concretamente presentando en 1959 Bar Cristal, un programa de televisión que le dio enorme popularidad.
En 1966 representa a Perú en el I Festival Internacional da Canção de Río de Janeiro con la canción "María Sueños" (con letra y música de Chabuca Granda) logrando un 8º. puesto en la final.
En 1968 se trasladó a España donde empezó su carrera como cantante. Consiguió la nacionalidad española en 1972, sin renunciar a la peruana. Betty, que se había dedicado a la canción folklórica, pasó al pop latino. Participó en el concurso musical de TVE Canción'71, donde se clasificó tercera, y poco después se llevó el primer premio del Festival de la canción de la paz de Valladolid 1971 con "Himno a la paz". Compitió además en el Festival de Benidorm 1972 con la canción "Juana Aguasclaras", compuesta por Alfonso Paso y Manuela Rodríguez, quedando clasificada en 4º lugar.
También en 1972 representó al Perú en el primer Festival de la OTI celebrado en el Auditorio del Palacio de Congresos y Exposiciones de Madrid el sábado 25 de noviembre de 1972 con la canción "Recuerdos de un adiós", de la que fue su autora.
En 1977 representó a España en el 8.º Festival Yamaha Music, celebrado en Japón, con "Me Siento Triste", no logró la clasificación para la final.
En 1979 representó a España en el 24.º Festival de Eurovisión celebrado en Jerusalén con la canción "Su canción". Cosechó un gran éxito quedando segunda solo por detrás de los representantes de Israel Gali Atari y Milk & Honey con la canción Hallelujah. Su participación fue muy anecdótica porque, aparte de incluir niños en los coros, en la última votación, que correspondía a España, ésta ganaba por 1 punto a Israel hasta que el jurado español concedió 10 puntos a los israelíes y ganaron en detrimento de Betty. Esto provocó que se corrieran rumores de que el jurado español votó a propósito a Israel para no organizar Eurovisión al año siguiente en España, aunque no era cierto, pues los votos se deciden antes de que empiecen las votaciones y no se pueden cambiar en función de cómo vaya el cómputo a medida que se develan los puntos. 
También participó en el World Popular Festival de Tokio y en la Olimpiada de Música de París. Betty Missiego cosechó numerosos éxitos desde entonces como "La cita", "Tengo la piel cansada de la tarde", "Yo te quiero a ti", "Te amaré de mil maneras", "El vaivén", "Palabras viejas" o "El aguador" entre otros. En la década del 2000 participó en "Estrellas de Siempre" junto a otros artistas, en homenaje a Cecilia y Nino Bravo.

## Vida personal
Está casada con el compositor Fernando Moreno Medina. En febrero de 2012 fallece su hijo menor Fernando, en un accidente de moto.
Residente desde hace años en la localidad malagueña de Benalmádena, donde tiene una rotonda con su nombre, el 2 de diciembre de 2015 se despide de los escenarios con un concierto en el Teatro Cervantes de Málaga, junto al grupo músico-vocal cordobés "Soncalson". No obstante, realiza apariciones esporádicas en televisión, participando también en los conciertos del Orgullo de Madrid de 2018 y en el Eurovisión Pre-Party 2019. Ese mismo año protagoniza el corto de Netflix "Betty Missiego, Eleni Foureira y María Villar planean que Miki gane Eurovisión".

## Filmografía
- Bar Cristal (1959) como Rita

## Discografía

### Sencillos seleccionados
- 1969 El aguador (EP)
- 1970 "Tengo la piel cansada de la tarde"
- 1971 "Yo te quiero a ti"
- 1971 "No somos nada"
- 1971 "Estos ojos, estas manos"
- 1971 "Tres notas"
- 1971 "La cita"
- 1971 "Recuerdos de un adiós"
- 1976 "Piel de diciembre"
- 1977 "Tener un hijo tuyo"
- 1978 "Tu primera entrega"
- 1978 "Todo comenzó"
- 1979 "Su canción"
- 1979 "Der mann im mond/Rosen im südwind"
- 1980 "Tan sólo una mujer"
- 1980 "Nostalgia"
- 1980 "Don José"
- 1980 "Guadiana 23"
- 1989 "Yo quiero a un hombre andaluz"
- 1989 "Vaya por Dios"
- 1990 "Quién"
- 1993 "Gaviota peregrina"
- 1999 "Acumuchadaye"

### Álbumes seleccionados
- 1971 La cita
- 1973 Vengo de allí
- 1976 Rosas y azahar
- 1975 La Infinita
- 1977 Ella es sensibilidad
- 1977 Betty Missiego
- 1979 Su canción
- 1979 Betty Missiego: Representante de España en Eurovisión
- 1979 La Cita
- 1980 Tan sólo una mujer
- 1980 Mi tierra
- 1980 Y serás mujer
- 1983 De mi para ti
- 1985 Lo mejor de Betty Missiego
- 1989 Yo quiero a un hombre andaluz (sevillanas)
- 1991 Inolvidable (boleros)
- 1993 De oro
- 1999 In black
- 2005 Estrellas de siempre (varios artistas)